# George Atwood

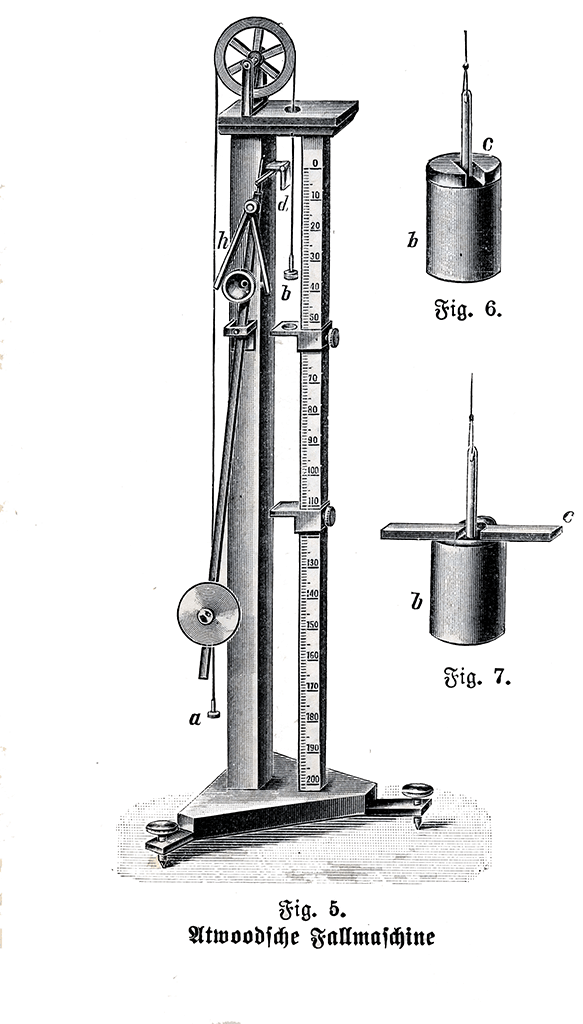
Machine van Atwood

George Atwood (Londen, oktober 1745 – Londen, 11 juli 1807) was een Engels wiskundige die een machine uitvond om de effecten van de eerste wet van Newton te illustreren. Hij schaakte op een hoog niveau, onder andere tegen François Philidor.
Hij werd gedoopt op 15 oktober 1745 en liep school in Westminster. Hij studeerde vanaf 1765 aan de Trinity College te Cambridge. Hij studeerde af in 1769, kreeg daar de "Smith's Prize" en begon daar als lesgever. In 1776 werd hij lid van de Royal Society van Londen.
Hij ligt begraven in St. Margaret's kerk.
De krater Atwood op de maan werd naar hem genoemd.

## Publicaties (selectie)
- Analysis of a Course of Lectures on the Principles of Natural Philosophy (Cambridge, 1784).
- Treatise on the Rectilinear Motion and Rotation of Bodies (Cambridge, 1784). Hierin beschrijft hij de machine die later zijn naam kreeg om de wet van Newton te demonstreren.
- Dissertation on the Construction and Properties of Arches (London, 1801).
- Schaakspelen die door Atwood werden geregistreerd, werden na zijn dood door George Walker uitgegeven onder de naam Selection of Games at Chess, actually played by Philidor and his Contemporaries.

- Bibliothèque nationale de France: cb10298767h (data)
- Gemeinsame Normdatei: 102437874
- International Standard Name Identifier: 0000 0000 6641 0177
- Library of Congress Control Number: n86135545
- Nationale Bibliotheek van Tsjechië: ola2002150105
- Nationale bibliotheek van Australië: 35968679
- Réseau des bibliothèques de Suisse occidentale: 02-A018491301
- Istituto Centrale per il Catalogo Unico: UBOV134515
- SNAC: w6sn1kd9
- Système universitaire de documentation: 151818940
- Trove: 1167335
- Virtual International Authority File: 17211597
- WorldCat: E39PBJrRjk389gy4j6GW3Jg9Xd